# 박달나무
박달나무는 참나무목 자작나무과에 속하며 겨울에 잎이 지는 넓은잎 큰키나무이다.

## 생태
20~30 미터쯤 자라며 온대 북부 지방의 깊은 산에서 자란다. 잎은 어긋나게 붙고 끝이 뾰족한 달걀꼴로 가장자리에 잔톱니가 있다. 암수한그루이고 5~6월에 꽃이 피는데 수꽃 이삭은 자작나무처럼 밑으로 늘어지지만, 암꽃은 가지 끝에서 위로 선다. 작고 둥근 모양의 열매도 위로 곧게 서며 10월쯤 여문다.
다른 종으로 잎이 넓은 피침형인 좁은잎박달나무(B. schmidtii var. lancea Nakai)가 있다.

## 쓰임새
박달나무는 매우 단단하고 조직이 치밀해서 터지는 일이 드물고 굳은 나무 중에서도 으뜸이므로 다방면에 두루 활용된다. 단단하기 때문에 다듬이 방망이나 홍두깨, 방아와 절구 공이 등은 대개 박달나무로 만든다. 물에 가라앉을 정도로 무거워서 수레바퀴나 바퀴살을 만들기도 했다. 조리도구를 만드는 데도 쓸모가 많아서 떡살과 다식판도 만들고, 머리빗으로도 썼다.
박달나무는 단순히 일상용품을 만드는 데만 유용한 생활재가 아니었다. 지금도 마을에 당산나무가 있듯 사람들의 치성과 기도를 들어주는 신령수로 활용되었거나 고조선 때부터 활을 단궁(檀弓ㆍ박달나무로 만든 작은 사냥활), 맥궁(貊弓), 낙랑단궁(樂浪檀弓)이라고 부르며 사냥활로 사용했다는 기록이 남아 있다.

## 기록 속의 박달나무
한국에서는 단군이 처음 신단수(神檀樹) 아래에 고조선을 열었다고 하는데, 그 신단수(神檀樹)를 박달나무로 보기도 한다. 《규원사화》 〈단군기〉에는 ‘박달나무 檀’의 한국어 고유 발음이 ‘박달(朴達)’ 혹은 ‘백달(白達)’이라 전하고 있다.
단목이라 함은 개국신을 일컫는 단군신화에서 유래한 것이다. 그러므로 김교헌은 1914년 신단실기(神檀實記)에서 단군이 세운 국가 즉 고대 조선을 가리키는 말로 사용하여 조선을 단국(檀國)과 같은 것으로 보고 단목을 인식하였다. 또한 우주를 가득채우고 있는 하늘의 광명을 환(桓), 해가 솟는 밝은 땅, 땅의 광명을 단(檀)이라 하였다.
한편 일본에서는 박달나무를 베려고 도끼로 찍으면 오히려 도끼날이 부러질 정도로 단단하다고 하여 ‘도끼날이 부러지는 자작나무’란 뜻으로 '斧折樺' 즉,‘オノオレカンバ’라고 부른다. 참고로 일반 자작나무는 ‘シラカバ(白樺)’라고 한다.

## 참고 자료
- 《우리가 정말 알아야 할 우리 나무 백 가지》(현암사, 1995) ISBN 89-323-0830-6
- 《조경수목 핸드북》(광일문화사, 2000) ISBN 89-85243-25-X
- 《나무 쉽게 찾기》(진선출판사, 2004) ISBN 978-89-7221-414-4
- 《나무도감》(도서출판 보리, 2001) ISBN 89-8428-060-7